# Campionatul de Fotbal al României 1920-1921
Sezonul 1920-1921 al Cupei J.L.P.Niculescu/Cupei M.Zorileanu a fost cea de-a noua ediție a Campionatului de Fotbal al României. În realitate, nu am avut un campionat propriu-zis, ci meciuri pentru Cupa Harwester care a avut loc din 3 octombrie până în 19 decembrie 1920, si Cupa Jean Luca P. Niculescu / Cupa Maior Zorileanu care a început în 20 martie și s-a terminat pe 12 iunie 1921. Pe lângă liga regională Sud(Bucuresti), au existat încă 4 ligi regionale Vest(Timisoara/Arad), Nord cu două serii: Cluj si Oradea, Centru(Târgu Mureș) și Est(Cernăuți). Din motive neclare, Venus a fost declarată campioană de către federație desi nu s-a disputat un turneu național între campioanele districtuale; în orice caz, pare să fie nevoie de un punct de vedere aparte pentru a declara câștigătorii (sau nu) a unei competiții limitate la campionii naționali ai Bucureștiului din 1920/21 dat fiind că cluburile din Transilvania erau incontestabil mai puternice la acea vreme. Ulterior s-a descoperit ca Tricolor București a câștigat finala cu Venus, dar FRF încă o consideră pe Venus campioana acestui sezon. 

## Informații
- Educație Fizică București era echipa Școlii Militare de Educație Fizică din București.
- Speciala București era combinata dintre echipele Asociației Sportive a Școlii de Drumuri și Poduri cu Secția Sportivă "Silvicultura", ambele din București.
- Excelsior București a rezultat din fuziunea cluburilor Victoria și Silistra.

## Format
Iată cele 5 ligi regionale cu 6 serii:
- Sud:    București
- Vest:   Timișoara/Arad
- Nord:   Cluj | Oradea
- Centru: Târgu Mureș
- Est:    Cernăuți

Liga Nord a avut două serii. Învingătoarele seriilor calificându-se în faza națională. Seria București din liga de Sud a avut două grupe A si B. Campioanele ambelor grupe disputând o finală pentru aflarea campioanei seriei, echipa care avea să se califice la turneul final. În acest sezon nu a avut loc turneul final, campioana Seriei București a fost declarată campioana națională.

## Cupa Harwester

### Rezultate
Nu sunt cunoscute toate rezultatele înregistrate în această competiție.
| Data       | Gazde                     | Scorul | Oaspeți                   |
| ---------- | ------------------------- | ------ | ------------------------- |
| 03.10.1920 | Tricolor București        | 1-0    | Educația Fizică București |
| 03.10.1920 | Oltenia Craiova           | 1-5(A) | Venus București           |
| 03.10.1920 | Prahova Ploiești          | w/o    | Excelsior București       |
| 10.10.1920 | Oltenia Craiova           | 0–2(A) | Tricolor București        |
| 10.10.1920 | Excelsior București       | 1-0    | Educația Fizică București |
| 10.10.1920 | Tricolor București        | 4-0    | Colțea București          |
| 17.10.1920 | Educația Fizică București | <      | Venus București           |
| 17.10.1920 | Tricolor București        | 5-0    | Excelsior București       |
| 17.10.1920 | Prahova Ploiești          | w/o    | Colțea București          |
| 24.10.1920 | Tricolor București        | 1-0    | Venus București           |
| 24.10.1920 | Colțea București          | 2–0    | Educația Fizică București |
| 31.10.1920 | Tricolor București        | 1-0    | Prahova Ploiești          |
| 31.10.1920 | Colțea București          | 0–0    | Venus București           |
| 07.11.1920 | Colțea București          | 1-0    | Excelsior București       |
| ?.?.1920   | Educația Fizică București | >      | Prahova Ploiești          |

| Data                                           | Gazde                     | Scorul | Oaspeți                   |
| ---------------------------------------------- | ------------------------- | ------ | ------------------------- |
| 14.11.1920                                     | Educația Fizică București | o/w    | Tricolor București        |
| 28.11.1920                                     | Colțea București          | o/w    | Prahova Ploiești          |
| 28.11.1920                                     | Excelsior București       | o/w    | Tricolor București        |
| 28.11.1920                                     | Venus București           | w/o    | Educația Fizică București |
| 05.12.1920                                     | Venus București           | 3-1    | Tricolor București        |
| 12.12.1920                                     | Venus București           | w/o    | Colțea București          |
| meciurile în care ambele cluburi au înfrângeri |                           |        |                           |
|                                                | Colțea București          | awd    | Tricolor București        |
|                                                | Educația Fizică București | awd    | Excelsior București       |
|                                                | Educația Fizică București | awd    | Colțea București          |
|                                                | Excelsior București       | awd    | Colțea București          |
| meciuri cu rezultate necunoscute               |                           |        |                           |
|                                                | Venus București           |        | Prahova Ploiești          |
|                                                | Prahova Ploiești          |        | Venus București           |
|                                                | Venus București           |        | Excelsior București       |
|                                                | Excelsior București       |        | Venus București           |
|                                                | Excelsior București       |        | Prahova Ploiești          |
|                                                | Prahova Ploiești          |        | Tricolor București        |
|                                                | Prahova Ploiești          |        | Educația Fizică București |

- (A) = Anulat
- w/o = Echipa gazdă a câștigat meciul la masa verde prin neprezentarea echipei adverse.
- o/w = Echipa oaspete a câștigat meciul la masa verde prin neprezentarea echipei adverse.
- < = a pierdut cu
- > = a câștigat cu
- awd = pierdut la masa verde de ambele echipe

### Clasament
| Loc | Echipa                       | MJ | V | E | Î | GM | GP | DG | Pct | Calificare |
| --- | ---------------------------- | -- | - | - | - | -- | -- | -- | --- | ---------- |
| 1   | Unirea Tricolor (C)          | 9  | 7 | 0 | 2 | 0  | 0  | 0  | 14  |            |
| 2   | Venus București              | 6  | 4 | 1 | 1 | 0  | 0  | 0  | 9   |            |
| 3   | Prahova Ploiești             | 5  | 3 | 0 | 2 | 0  | 0  | 0  | 6   |            |
| 4   | Colțea București             | 10 | 2 | 1 | 7 | 0  | 0  | 0  | 5   |            |
| 5   | Excelsior București⁠(d)       | 7  | 1 | 0 | 6 | 0  | 0  | 0  | 2   |            |
| 6   | Educația Fizică București⁠(d) | 9  | 1 | 0 | 8 | 0  | 0  | 0  | 2   |            |
| 7   | Oltenia Craiova (E)          | 0  | 0 | 0 | 0 | 0  | 0  | 0  | 0   | Exclusă    |

- Oltenia Craiova s-a retras, iar rezultatele anulate.
- Nu este clar dacă au fost declarați câștigători; Venus București e listat de F.R.F. ca campion gratie câstigării la masa verde a meciurilor restante cu Educația Fizică București, Prahova Ploiești și Excelsior București.

## Cupa Jean Luca P. Niculescu și Cupa Maior Zorileanu 1921
Majoritatea surselor indică faptul că Tricolor a jucat cu a doua echipă în Grupa A și prima lor echipă în Grupa B; cu toate acestea, a raportat Observatorul de Bacău în 2011, că a fost invers, sugerând că Grupa A a servit ca o premieră și Grupa B ca competiție de nivel al doilea (ceea ce ar explica de ce cupa(?). avea două nume diferite atașate celor două serii; atât în 1919 cât și în 1920 liga de primăvară a fost jucată pentru Cupa Jean Luca P. Niculescu; poate echipele din Grupa B a jucat pentru Cupa Maior Zorileanu). În orice caz, au jucat ambele câștigătoare ale grupelor la finalul sezonului, cu Tricolor (II?) câștigând meciul, dar Venus fiind declarat campion de către federatie (ceea ce ar avea sens doar dacă configurația fusese într-adevăr unul dintre cele două niveluri diferite).

### Grupa A (Cupa Jean Luca P. Niculescu)
| Data       | Gazde                  | Scorul | Oaspeți                |
| ---------- | ---------------------- | ------ | ---------------------- |
| 20.03.1921 | Colțea București       | 1-0    | Tricolor București     |
| 27.03.1921 | Venus București        | 2-0    | Universitara București |
| 03.04.1921 | Tricolor București     | 0-2    | Venus București        |
| 10.04.1921 | Universitara București | 1-3    | Colțea București       |
| 17.04.1921 | Venus București        | 2-0    | Colțea București       |
| 24.04.1920 | Tricolor București     | w/o    | Universitara București |

| Data       | Gazde                  | Scorul | Oaspeți                |
| ---------- | ---------------------- | ------ | ---------------------- |
| 08.05.1921 | Tricolor București     | 3-2    | Colțea București       |
| 15.05.1921 | Universitara București | 0-8    | Venus București        |
| 22.05.1921 | Venus București        | *      | Tricolor București     |
| 29.05.1921 | Colțea București       | *      | Universitara București |
| 05.06.1921 | Colțea București       | *      | Venus București        |
| 12.06.1921 | Universitara București | *      | Tricolor București     |

* Probabil că majoritatea meciurilor pentru care nu este disponibil niciun rezultat au fost pierdute de unul sau ambele cluburi sau declarate nule din cauza irelevanței (foarte posibil Universitara s-a retras după meciul din 15 mai).

### Clasament
| Loc | Echipa                 | MJ | V | E | Î | GM | GP | DG  | Pct | Calificare |
| --- | ---------------------- | -- | - | - | - | -- | -- | --- | --- | ---------- |
| 1   | Venus București (C)    | 4  | 4 | 0 | 0 | 14 | 0  | +14 | 8   | Finala     |
| 2   | Colțea București       | 4  | 2 | 0 | 2 | 6  | 6  | 0   | 4   |            |
| 3   | Unirea Tricolor        | 4  | 2 | 0 | 2 | 3  | 5  | −2  | 4   |            |
| 4   | Sportul Studențesc (E) | 4  | 0 | 0 | 4 | 1  | 13 | −12 | 0   |            |

### Grupa B (Cupa Maior Zorileanu)
| Data       | Gazde                     | Scorul | Oaspeți                   |
| ---------- | ------------------------- | ------ | ------------------------- |
| 20.03.1921 | Universitara II București | 2-0    | Venus II București        |
| 27.03.1921 | Tricolor II București     | 3-1    | Excelsior București       |
| 03.04.1921 | Excelsior București       | 1-0    | Venus II București        |
| 10.04.1921 | Tricolor II București     | 2-0    | Universitara II București |
| 17.04.1921 | Excelsior București       | 1-0    | Universitara II București |
| 24.04.1920 | Tricolor II București     | ?      | Venus II București        |

| Data       | Gazde                     | Scorul | Oaspeți                   |
| ---------- | ------------------------- | ------ | ------------------------- |
| 08.05.1921 | Venus II București        | ?      | Universitara II București |
| 15.05.1921 | Excelsior București       | 0-1    | Tricolor II București     |
| 22.05.1921 | Venus II București        | *      | Excelsior București       |
| 29.05.1921 | Universitara II București | *      | Tricolor II București     |
| 05.06.1921 | Universitara II București | *      | Excelsior București       |
| 12.06.1921 | Venus II București        | n/p    | Tricolor II București     |

* Probabil că majoritatea meciurilor pentru care nu este disponibil niciun rezultat au fost pierdute de unul sau ambele cluburi sau declarate nule din cauza irelevanței (foarte posibil ambele Universitara II și Venus II s-au retras la un moment dat).
n/p Nu a fost jucat.

### Clasament
| Loc | Echipa                    | MJ | V | E | Î | GM | GP | DG | Pct | Calificare |
| --- | ------------------------- | -- | - | - | - | -- | -- | -- | --- | ---------- |
| 1   | Tricolor II București (C) | 3  | 3 | 0 | 0 | 6  | 1  | +5 | 6   | Finala     |
| 2   | Excelsior București       | 4  | 2 | 0 | 2 | 3  | 4  | −1 | 4   |            |
| 3   | Universitara II București | 3  | 1 | 0 | 2 | 2  | 3  | −1 | 2   |            |
| 4   | Venus II București (E)    | 2  | 0 | 0 | 2 | 0  | 3  | −3 | 0   |            |

## Controversă
Mulți ani s-a înregistrat că Venus București a fost campioana din acest sezon, din cauza unor rapoarte găsite în presă în acea vreme. Cu toate acestea, jurnalistul Romeo Ionescu a descoperit că, de fapt, echipa câștigătoare a fost Unirea Tricolor București, după o victorie în finala campionatului împotriva lui Venus (3-2). Venus București e listat de F.R.F. a fi campion al României 1920/21, eventual gratie câștigării Cupei Jean Luca P. Niculescu din 1921(Grupa A), în pofida faptului că Tricolor București a câștigat atât Cupa Harwester, cât și Cupa M.Zorileanu(Grupa B).

### Finala
| Echipa 1        | Scor  | Echipa 2        |
| --------------- | ----- | --------------- |
| Unirea Tricolor | 3 – 2 | Venus București |

Marcatori
- Tricolor București: Charles Kohler (3 goluri)
- Venus București: Onoriu Nicolau (2 goluri)

| Câștigătorii sezonului 1920-1921 al Cupei J.L.P.Niculescu/M.Zorileanu |
| --------------------------------------------------------------------- |
| Tricolor București Primul Titlu / Venus București Al doilea Titlu     |